# Мерида (Мексико)
Вижте пояснителната страница за други значения на Мерида.
Мерида (на испански: Mérida) е столицата на източния щат Юкатан в Мексико. Мерида е с население от 734 153 жители (2005), което го прави 13-ия по население град в Мексико. Намира се в северозападната част на щата на около 35 км от крайбрежието на Мексиканския залив. Основан е през 1542 г. от конкистадора Франсиско де Монтехо.

## Побратимени градове
|  | Държава    | Град                        |
|  | САЩ        | Ню Орлиънс                  |
|  | САЩ        | Ери (Пенсилвания)           |
|  | САЩ        | Глендора (град, Калифорния) |
|  | САЩ        | Сарасота                    |
|  | Испания    | Мерида                      |
|  | Южна Корея | Инчхън                      |
|  | Куба       | Камагуей                    |
|  | Венецуела  | Мерида (Венецуела)          |
|  | Колумбия   | Перейра                     |
|  | ---------- | --------------------------- |

## Известни личности
Родени в Мерида
- Артуро де Кордова (1907 – 1973), актьор
- Марта Карийо (р. 1963), писателка, сценаристка и журналистка
- Лусеро Суарес (р. 1963), продуцентка и сценаристка

Починали в Мерида
- Педро Инфанте (1917 – 1957), певец и актьор